# Tir Na Nog (videojáték)
A Tir Na Nog egy videojáték, amelyet 1984-ben a Gargoyle Games adott ki a ZX Spectrum és az Amstrad CPC számára. A Commodore 64-es verzió 1985-ben jelent meg. A játék nagyrészt a kelta mitológián alapul. A Tir Na Nog-ot a kritikusok pozitívan értékelték. Egy évvel később megjelent az előzményjáték Dun Darach néven.

## Történet
A játék helyszíne Tir Na nÓg, ami írül „Az ifjúság földjét” jelenti. A főhős, Cúchulainn, elhagyta az élők földjét, és ezen a földön, lényegében a túlvilágon, egy oltárnál találja magát. Célja, hogy újraegyesítse Calum pecsétjének négy darabját, és elhelyezze az oltáron, miközben elkerüli a sídhe-eket.

## Játékmenet
A játékmenet egy arcade-kalandjáték formájában valósul meg, amelyben a játékos irányítja a hőst, aki Tir Na Nog földjén vándorol, tárgyakat gyűjt, rejtvényeket old meg, és megpróbálja elkerülni a sídhe-eket, akik szintén a e földön vándorolnak. A Cúchulainn által felállított rejtvények közül sok inkább rejtélyes jellegű (pl. „A hátsó ajtó kulcsa én vagyok”), mint egyszerű, és némi oldalirányú gondolkodásra támaszkodhat.
Mivel a túlvilágon van, Cúchulainn nem halhat meg, és ha egy sídhe „legyőzi”, egyszerűen máshová kerül, és elveszíti minden magával vitt tárgyát.
Tir Na Nog földje nagy kiterjedésű, és síkságokból, barlangokból és erdőkből áll. Cúchulainn északra, délre, keletre és nyugatra mozoghat úgy, hogy a játékos a billentyűzet segítségével „forgatja” a nézetet, majd Cúchulainn balra vagy jobbra mozog a képernyőn. A játékos bármilyen tárgyat összegyűjthet, amivel találkozik, Cúchulainn egyszerre több tárgyat is képes magával vinni. E tárgyak némelyike fegyverként is használható: a játék lehetővé teszi, hogy a játékos ezen tárgyak bármelyikével „támadjon”.

## Fogadtatás
| Értékelések             | Értékelések |
| ----------------------- | ----------- |
| Értékelő                | Eredmény    |
| Crash                   | 92%         |
| Sinclair User           | 9/10        |
| Personal Computer Games | 9/10        |
| Sinclair Programs       | 87%         |
| Zzap!64                 | 87%         |

A játék kedvező fogadtatásban részesült. A Zzap!64 szerint „egy VALÓDI arcade kaland". A grafika lenyűgöző, a látványvilág pedig kiváló”, megjegyezve a többszörös rejtvénymegoldásokat és a nagy játékvilágot.

## Hagyatéka
A Psygnosis azt tervezte, hogy 1995 júniusában kiadja a játék remake-jét IBM PC kompatibilis számítógépekre, a játék eredeti alkotói, Greg Follis és Roy Carter vezetésével. A befejezéshez közeledve a projektet törölték.

## Külső hivatkozások
- Tir Na Nog a SpectrumComputing.co.uk oldalon
- Tir Na Nog a Gamebase 64 újságban
- ióIsmertetés a CRASH magazinban (1984)